# André van der Bijl
Pour les articles homonymes, voir Frère André et Bijl.
Frère André, de son vrai nom Anne (André) van der Bijl (né le 11 mai 1928 à Sint Pancras en Hollande-Septentrionale et mort le 27 septembre 2022 à Harderwijk (Gueldre), est un missionnaire chrétien évangélique non confessionnel néerlandais, fondateur de la mission Portes Ouvertes, qui soutient les chrétiens persécutés dans le monde.

## Biographie
Dans les années 1940, André van der Bijl s'enrôle dans l'armée coloniale des Indes néerlandaises au moment de la rébellion qui allait finalement donner naissance à l'Indonésie. Il fait alors face à une période de stress intense tandis qu'il sert en tant que soldat. Blessé au pied, il tombe sur la Bible que sa mère avait glissée dans son sac avant qu'il ne parte à l'armée, deux ans et demi plus tôt. Il la lit et quelque temps plus tard, il devient chrétien .
André van der Bijl fait ses études au World Evangelism Crusades Training Centre à Glasgow en Écosse.
À l'âge de 23 ans, en 1951, il est renvoyé de l'Église réformée néerlandaise pour des propos missionnaires. C'est alors qu'il se fait baptiser dans une église baptiste. Il dit avoir reçu un baptême du Saint-Esprit à la fin des années 1950, mais a refusé d’affirmer une appartenance avec une confession.

### Ministère
En juillet 1955, André van der Bijl fonde l'association Portes Ouvertes et visite la Pologne communiste « pour voir comment vont ses frères » en faisant référence à l'Église clandestine. Il s'inscrit dans un groupe communiste, le seul moyen pour lui de rester dans le pays à l'époque. Il se sent alors appelé à répondre à la mission biblique « Réveille-toi, fortifie ce qui reste mais qui est près de mourir » (Apocalypse 3:2). C'est le début d'une longue mission qui le fait voyager dans de nombreux pays sous dictature communiste, tous situés de l'autre côté du rideau de fer, où ses « frères » chrétiens sont persécutés.
En 1957, André van der Bijl continue les activités de l'ONG en Union soviétique dans une Volkswagen Coccinelle, qui sera connu comme la « voiture miracle ». Un couple de personnes âgées lui avait donné cette voiture parce qu'elle pouvait contenir un certain nombre de livres, dont des bibles. Il laissait souvent ces bibles en évidence en passant les postes de frontière, laissant ainsi aux douaniers la possibilité de les voir, en signe évident de la confiance qu'il plaçait en Dieu pour ses missions.
Il visite la Chine dans les années 1960, époque où, sous la Révolution culturelle, le régime réprimait violemment le christianisme et les autres religions. C'est le temps du rideau de bambou. Le printemps de Prague entraînant une certaine suspicion à l'égard des chrétiens en Tchécoslovaquie, André van der Bijl s'y rend alors pour encourager les chrétiens locaux et y distribuer des bibles. En 1959, après la révolution, il effectue son premier voyage à Cuba.
En 1967, il écrit son premier livre, Le contrebandier.
La fréquence des voyages d'André van der Bijl s'intensifie, et son organisme, Portes Ouvertes, grandit. En 1976, certains pays d'Afrique sont devenus officiellement athées en réaction à la montée d'un communisme vu comme porteur d'espoir. Il écrit alors un livre qui traite du combat spirituel sur ce continent, et il met en place des séminaires de formation pour les responsables chrétiens locaux.
Après la chute du communisme en Europe, André van der Bijl se focalise sur le Moyen-Orient et travaille à l'affermissement de l'Église persécutée dans les pays musulmans. Il visite le Liban à plusieurs reprises en rappelant le rôle stratégique de cette région : il indique que selon le dernier livre de la Bible, l'Apocalypse, la grande bataille finale aura lieu là-bas. Il y retourne plusieurs fois dans les années 1990.
Dans son livre Les Forces de la lumière, André van der Bijl parle des églises arabes au Liban, en Israël et dans les Territoires palestiniens. Les églises expriment une grande satisfaction à la simple visite d'un chrétien venu de l'extérieur elles se sentaient abandonnées par l'Église occidentale. Il visite alors des terroristes palestiniens qui avaient été déportés dans une zone montagneuse d'Israël et leur prêche l'Évangile. De la même manière, André van der Bijl et son compagnon Al Janssen rendent visite au Hamas et à l'OLP (Organisation de libération de la Palestine), dont Ahmed Yassine et Yasser Arafat. André van der Bijl leur apporte des bibles et les questionne sur les motivations de leur conflit avec Israël. Il participera au lancement de l'organisation Musalaha, qui signifie réconciliation en arabe et vise à réconcilier Israéliens et Palestiniens.

## Publications
- Le contrebandier (1968) (God's Smuggler, 1967). Écrit avec John et Elizabeth Sherrill, ce livre raconte l'histoire d'André van der Bijl, son enfance, sa conversion au christianisme et ses aventures comme contrebandier de bibles derrière le rideau de fer. Il a été vendu à plus de 10 millions d'exemplaires en anglais.
- Bataille pour l'Afrique (1977)
- Bâtir dans un monde en ruines (1983)
- Héros d'hier - et aujourd'hui ? (1990)
- Et Dieu changea ses plans (1992)
- Sur la brèche (1995)
- Morale et contrebande (1998)
- Je cherche mes frères (1998)
- Les Forces de la Lumière (2005)
- Chrétiens de l’ombre (2008)
- Opération Ninive (2009)
- Sans audace, pas de couronne (2014)
- Exode, mission impossible (2015)